# バレーボールスロベニア男子代表
バレーボールスロベニア男子代表は、バレーボールの国際大会で編成されるスロベニアの男子バレーボールナショナルチームである。
1991年まではユーゴスラビアの一部だったため、本項では1992年以降の成績を記す。

## 歴史
1991年に国際バレーボール連盟へ加盟。欧州選手権には2001年と2007年に出場を果たした。2009年欧州選手権も予選3次ラウンドのプレーオフを制し、2大会連続出場した。
2010年代後半からセリエAやプラスリーガでプレーする選手が増加し、急速に国際大会での成果を出し始めた。
2015年欧州選手権では、初のメダルとなる銀メダルを獲得。ティネ・ウルナウトがベストアウトサイドスパイカー賞を受賞した。
世界選手権には、2018年に初出場を果たすと、2022年には4位を獲得した。
ワールドカップには、2023年に初出場し3位となった。
オリンピックには2024年に初出場を果たした。

## 過去の成績

### オリンピックの成績
- 2024年 - 5位

### 世界選手権の成績
- 1994年 - 不出場
- 1998年 - 不出場
- 2002年 - 欧州予選敗退
- 2006年 - 欧州予選敗退
- 2010年 - 欧州予選敗退
- 2014年 - 欧州予選敗退
- 2018年 - 9位
- 2022年 - 4位

### 欧州選手権の成績
- 2001年 - 12位
- 2003年 - 予選敗退
- 2005年 - 予選敗退
- 2007年 - 16位
- 2009年 - 15位
- 2011年 - 9位
- 2013年 - 13位
- 2015年 - 準優勝
- 2017年 - 8位
- 2019年 - 準優勝
- 2021年 - 準優勝
- 2023年 -  3位

## 歴代代表監督
- アンドレア・ジャーニ（2015-2017年）
- スロボダン・コバチ（2017-2019年）
- アルベルト・ジュリアーニ（英語版）（2019-2021年）
- マーク・レベデュー（英語版）（2022年）
- ゲオルゲ・クレトゥ（2022年-）